# António Catarino
António Catarino (Cuba, Beja, 4 de março de 1955 é um jornalista português.
Residente no Porto, iniciou actividade no desaparecido O Comércio do Porto no final da década de 70, ao mesmo tempo que assinou colaborações primeiro com o semanário Motor, dedicado ao automobilismo mais concretamente aos ralis, e depois em meados dos anos 80 com o reaparecido Volante. 
Viria ainda a colaborar nas primeiras edições da 'segunda vida' do Motor, e actualmente colabora com a revista semanal AutoFoco e no jornal A bola. 
Dedicado desde o inicio da carreira ao automobilismo, e após anos como praticante de futebol e rugby, viria ainda a assinar colaborações com a Rádio Renascença, tanto no canal 1 como na RFM para depois ingressar na Antena1. Actualmente colabora com a TSF, após ter sido um dos mentores do programa Motores retirado da grelha de programação desde 2003 (actualmente uma lacuna nas rádios de expressão nacional em Portugal que não possuem nenhum espaço na sua grelha dedicado aos automóveis nem ao desporto motorizado). 
Colaborou ainda com a RTP, no programa Rotações.